# 데술푸로콕쿠스목
데술푸로콕쿠스목은 테르모프로테우스강의 한 목이다.